# Chloropoea sayonis
Chloropoea sayonis är en fjärilsart som beskrevs av Ungemach 1932. Chloropoea sayonis ingår i släktet Chloropoea och familjen praktfjärilar. Inga underarter finns listade i Catalogue of Life.